# Kis-Trianon
A Kis-Trianon (franciául: Le Petit Trianon) a versailles-i kastély hatalmas parkjában található épület Párizs mellett, Île-de-France régióban, Yvelines megyében. Építésze Jacques Ange Gabriel.

## Története
1762 és 1768 között épült XV. Lajos király parancsára szeretője, Madame de Pompadour márkinő részére, aki azonban nem érte meg az épület befejezését, így a kastélyt a király új szeretőjének, Madame du Barrynak adták át.
XVI. Lajos trónra lépésekor, 1774-ben feleségének, az akkor 19 esztendős Mária Antóniának (Marie Antoinette-nek) ajándékozta.
A kastély kitűnő példája a 18. század elejének rokokó stílusa és az 1760 utáni visszafogottabb de elegáns klasszicizmus közti átmenetnek. A kastély külseje egyszerű és nélkülözi a barokk-rokokó díszítményeket: kétemeletes kockaépület, minden oldalán szintenként öt ablakkal. A kerti és az udvari homlokzathoz négyoszlopos perisztülion csatlakozik.
Mária Antónia királyné az udvari élet formaságai és kötelezettségei elől vonult ide vissza. A kastélyban minden par ordre de la Reine („a királyné megrendelésére”) készült. A királyné meghívása nélkül senki sem léphetett a kastélyba, beleértve magát XVI. Lajost is. Ez neheztelést szült udvari körökben, mert meghívást csak a királyné legbelsőbb körébe tartozók kaptak, mint Lamballe hercegné és Artois grófnéja (XVI. Lajos sógornője).
Az épületet úgy tervezték, hogy a vendégek a lehető legkevesebbet érintkezzenek a szolgákkal. A salle à manger (étkező) asztalai mozgathatóak voltak: mechanikusan a főszint alá süllyesztették őket, hogy a szolgák megteríthessenek és az asztalra helyezzék az ételt, majd az asztalokat ismét felhúzták, így a vendégek még csak nem is látták a szolgákat. Ezt a rendszert nem állították helyre, de az alapstruktúra máig létezik.
A királyné budoárjában egy kar elforgatásával tükrök emelkednek ki a padlóból. Hálószobája egyszerű, de elegánsan berendezett, Georges Jacob és Jean Henri Riesener bútoraival.